# فرودگاه بین‌المللی لوکپریرا گوپیناز بوردولوئی
فرودگاه بین‌المللی لوکپریرا گوپیناز بوردولوئی (به انگلیسی: Lokpriya Gopinath Bordoloi International Airport) یک فرودگاه همگانی مسافربری با کد یاتا GAU است که یک باند فرود آسفالت دارد و طول باند آن ۳۱۱۰ متر است. این فرودگاه در شهر گواتی کشور هند قرار دارد و در ارتفاع ۴۹ متری از سطح دریا واقع شده‌است.

## شرکت‌های هواپیمایی و مقصدهای پروازی

### مسافری
| شرکت‌های هواپیمایی  | مقصدهای پروازی |
| ------------------ | --- |
| ایراژیا هند        | بنگالورو، ایندیرا گاندی، ایمفال |
| ایر ایندیا         | ایندیرا گاندی، ایمفال، نتاجی سبهاش چندر بوس، بنارس |
| ایر ایندیا رجیونال | نتاجی سبهاش چندر بوس، لیلاباری، تزپور |
| دروک ایر           | سووارنابومی، پارو |
| GoAir              | باگدوگرا، ایندیرا گاندی، نتاجی سبهاش چندر بوس |
| ایندی‌گو            | اگرتلا، سردار ولابهبهی پتل، باگدوگرا، بنگالورو، چنای، ایندیرا گاندی، دایبروگار، دابولیم، راجیو گاندی، ایمفال، جایپور، نتاجی سبهاش چندر بوس، اماوسی، چاتراپاتی شیواجی |
| اسپایس‌جت           | اگرتلا، لنگپوی، بنگالورو، ایندیرا گاندی، راجیو گاندی، جایپور، نتاجی سبهاش چندر بوس، چاتراپاتی شیواجی، سیچار                                                          |
| پاوان هانس         | Itanagar، شیلانگ، Tawang، تورا |
| ویستارا            | باگدوگرا، ایندیرا گاندی |

### باری
| شرکت‌های هواپیمایی | مقصدهای پروازی                                        |
| ----------------- | ----------------------------------------------------- |
| بلو دارت اوییشن   | ایندیرا گاندی، نتاجی سبهاش چندر بوس، چاتراپاتی شیواجی |